# قائمة الأشخاص الذين لقوا حتفهم أثناء تسلق جبل إفرست

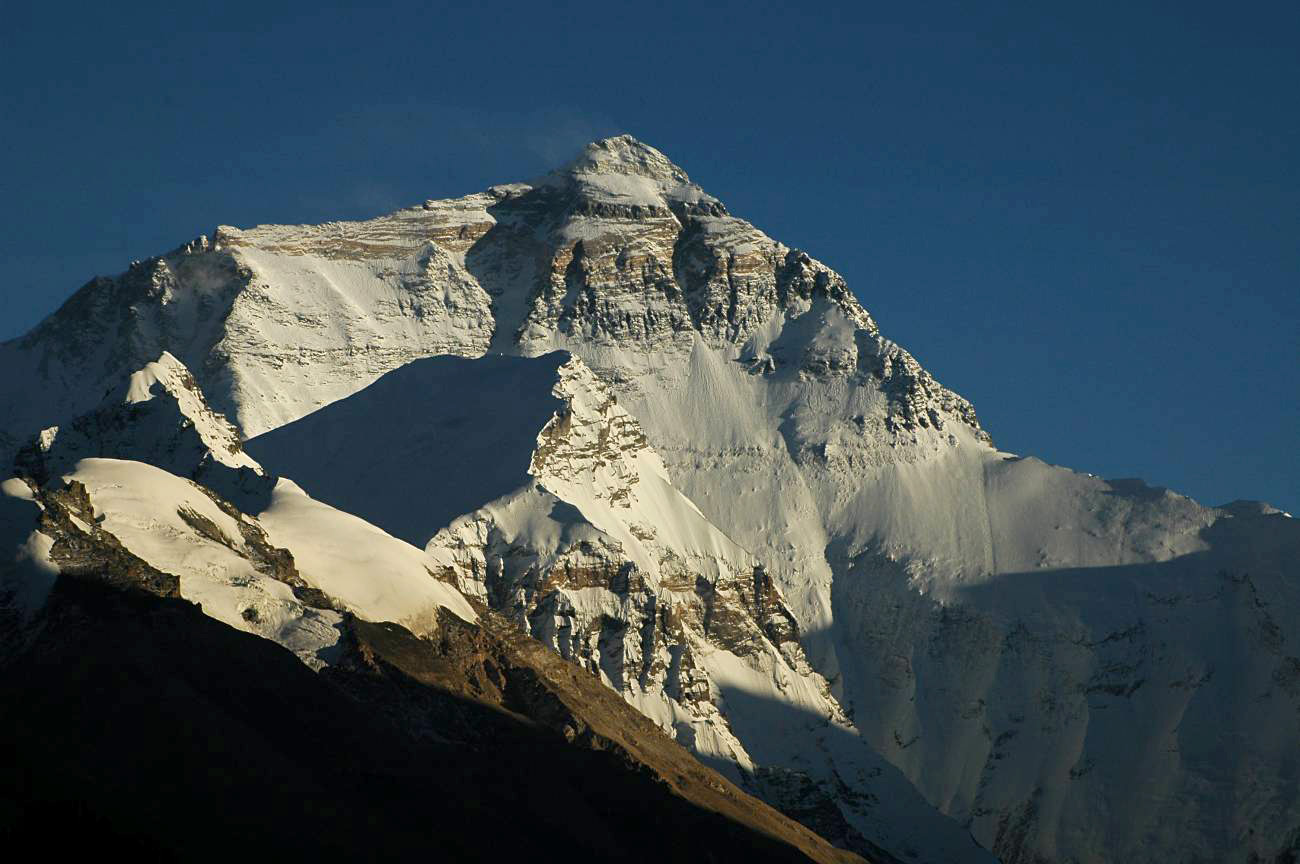
الواجهة الشمالية لجبل إيفرست

لقي أكثر من 330 شخصًا حتفهم أثناء محاولتهم الوصول إلى قمة جبل إيفرست أو العودة منها حيث يعتبر أعلى جبلٍ على وجه الأرض وقمة مرغوبة بشكل خاص لمتسلقي الجبال. وهذا يجعله الجبل الذي به أكبر عدد من الوفيات، على الرغم من أنه ليس لديه أعلى معدل وفيات. آخر سنوات دون وفيات معروفة على الجبل هي التي في عام 1977، حيث وصل شخصان فقط إلى القمة، وعام 2020، عندما علّقت دولة نيبال التصاريح للمستلقين بسبب وباء كوفيد-19.
تُعزى الوفيات إلى الانهيارات الجليدية أو السقوط أو انهيار السراك أو التعرض أو قضمة الصقيع أو المشكلات الصحية المتعلقة بالظروف الموجودة على الجبل. لم يتم العثور على جميع الجثث، لذلك لا تتوفر تفاصيل عن تلك الوفيات.
تقع الأطراف العليا للجبل في منطقة الموت ، وهو مصطلح يطلق على ارتفاعات الجبال فوق نقطة معينة - حوالي 8,000 م (26,000 قدم) أو أقل من 356 ميليبار (5.16 psi) من الضغط الجوي - حيث لا يكون مستوى ضغط الأكسجين كافيا للحفاظ على حياة الإنسان. العديد من الوفيات في تسلق الجبال الشاهقة كانت ناجمة عن تأثيرات منطقة الموت، إما بشكل مباشر (فقدان الوظائف الحيوية) أو بشكل غير مباشر (قرارات غير حكيمة تم اتخاذها تحت الضغط أو الضعف الجسدي مما أدى إلى وقوع حوادث). في منطقة الموت، لا يستطيع جسم الإنسان التأقلم، لأنه يستخدم الأكسجين بشكل أسرع مما يمكن تجديده. ستؤدي الإقامة الطويلة في المنطقة دون الأكسجين الإضافي إلى تدهور وظائف الجسم وفقدان الوعي والوفاة.